# Échecs circulaires
Les échecs circulaires sont une variante du jeu d'échecs. Sa particularité est que l'échiquier a la forme d'un anneau circulaire de quatre cases de largeur. Le jeu compte soixante-quatre cases et se joue avec les mêmes pièces qu'un jeu d'échecs conventionnel. Le déplacement est similaire aux règles des échecs modernes mais se fait en suivant l'anneau.

## Histoire
Les échecs circulaires auraient été joués dès le Xe siècle en Perse et en Inde en utilisant des règles proches du jeu de chatrang.
L'auteur perse Amuli y fait référence en 1325 sous le nom de shatranj al-muddawara (échecs circulaires) ou shatranj al-Rûmîya (échecs byzantins).
C'est en 1983 que l'historien David Reynolds remet ce jeu au goût du jour. À partir de références du Moyen Âge, il élabore un nouvel ensemble de règles basé sur les échecs modernes.

## Règles historiques

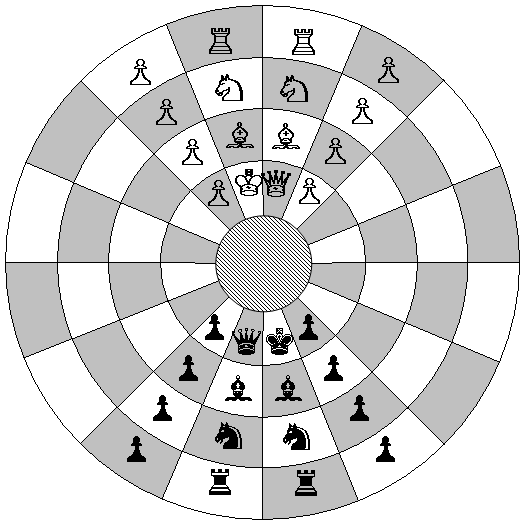
Position de départ des échecs byzantins.

La version byzantine du jeu se joue avec les règles du chatrang. Les jeux d'échecs ne se jouaient pas encore sur des échiquiers bicolores, la position des pièces comme la reine et le roi ne dépendait donc pas de la couleur mais était fixé par les joueurs.
Le but du jeu est de faire mat au roi adverse, le pat n'est pas admis et est considéré comme une défaite du joueur.
- Le pion avance d'une case vers l'avant dans le sens de l'anneau (à gauche pour les pions de gauche, à droite pour ceux de droite). Il prend en diagonale vers l'avant. Il ne peut pas se déplacer de deux cases à partir de sa case de départ et ne peut pas être promu. Si deux pions du même camp, se déplaçant dans deux directions différentes se rencontrent, ils peuvent être enlevés du jeu sans que cela soit compté comme un coup.
- La tour se déplace en ligne et en colonne d'autant de cases qu'elle veut. Mais elle ne peut pas sauter au-dessus des autres pièces du jeu.
- Le cavalier bouge en L comme pour les échecs modernes.
- Le fou ou l'éléphant se déplace de deux cases en diagonale et peut sauter au-dessus des autres pièces.
- La dame ou le conseiller se déplace en diagonale d'une seule case.
- Le roi peut aller sur toutes les cases adjacentes.

Il n'y a pas de notion de roque ou de prise en passant.

## Règles modernes

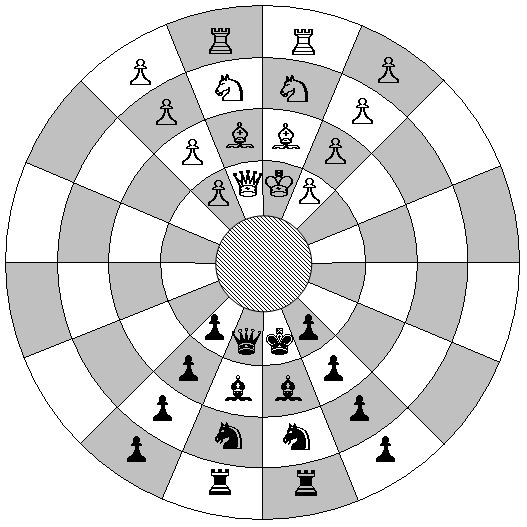
Position de départ des pièces.

La version moderne du jeu fut introduite par David Reynolds et utilise le déplacement moderne des pièces du jeu d'échecs.
Le but du jeu est de mater le roi adverse par contre l'annonce de l'échec n'est pas obligatoire. Si le roi est pris par l'adversaire sans annonce de l'échec, la partie est gagnée par l'adversaire.
Les notions de roque et de prise en passant sont inexistantes.
- Le pion avance d'une case vers l'avant dans le sens de l'anneau (à gauche pour les pions de gauche, à droite pour ceux de droite). Il prend en diagonale vers l'avant. Il peut se déplacer de deux cases à partir de sa case de départ et est promu s'il atteint les cases de départ des pièces adverses autres que les pions.
- La tour se déplace en ligne et en colonne d'autant de cases qu'elle veut. Mais elle ne peut pas sauter au-dessus des autres pièces du jeu.
- Le cavalier bouge 2 cases en haut, bas, gauche ou droite puis une à gauche ou à droite de la dernière.
- Le fou se déplace en diagonale d'autant de cases que voulu.
- La dame ou le conseiller se déplace comme le fou et la tour
- Le roi peut aller sur toutes les cases adjacentes.

Il n'est pas autorisé de faire un mouvement nul, comme le tour de l'échiquier avec la tour pour revenir à la case de départ.